# (35790) 1999 JG25
1999 JG25 (asteroide 35790) é um asteroide da cintura principal. Possui uma excentricidade de 0.12634930 e uma inclinação de 4.03082º.
Este asteroide foi descoberto no dia 10 de maio de 1999 por LINEAR em Socorro.